# Saint-Point
Saint-Point is een gemeente in het Franse departement Saône-et-Loire (regio Bourgogne-Franche-Comté) en telt 322 inwoners (2004). De plaats maakt deel uit van het arrondissement Mâcon.

## Geografie
De oppervlakte van Saint-Point bedraagt 14,3 km², de bevolkingsdichtheid is 22,5 inwoners per km².
De onderstaande kaart toont de ligging van Saint-Point met de belangrijkste infrastructuur en aangrenzende gemeenten.

## Demografie
Onderstaande figuur toont het verloop van het inwonertal (bron: INSEE-tellingen).